# Macromitrium ligulaefolium
Macromitrium ligulaefolium är en bladmossart som beskrevs av Brotherus 1898. Macromitrium ligulaefolium ingår i släktet Macromitrium och familjen Orthotrichaceae. Inga underarter finns listade i Catalogue of Life.